# مایک استپ
 مایک استپ (انگلیسی: Mike Estep؛ زادهٔ ۱۹ ژوئیهٔ ۱۹۴۹) یک تنیس‌باز اهل ایالات متحده آمریکا است.